# Roots to Branches
Roots to Branches — дев'ятнадцятий студійний альбом англійської групи Jethro Tull, який був випущений 4 вересня 1995 року.

## Композиції
1. Roots to Branches — 5:11
2. Rare and Precious Chain — 3:35
3. Out of the Noise — 3:25
4. This Free Will — 4:05
5. Valley — 6:07
6. Dangerous Veils — 5:35
7. Beside Myself — 5:50
8. Wounded, Old and Treacherous — 7:50
9. At Last, Forever — 7:55
10. Stuck in the August Rain — 4:06
11. Another Harry's Bar — 6:21

## Учасники запису
- Мартін Барр — гітара
- Ян Андерсон — гітара, вокал
- Дейв Пегг — бас-гітара
- Андрій Гіддінгс — клавіші
- Доун Перрі — барабани